# The Cabinet of Caligari
The Cabinet of Caligari  (també coneguda com The Cabinet of Doctor Caligari) és una pel·lícula de terror estatunidenca del 1962 dirigida per Roger Kay, protagonitzat per Glynis Johns, Dan O'Herlihy i Richard Davalos, i estrenada per 20th Century Fox.
Tot i que el títol de la pel·lícula és molt semblant a la pel·lícula muda de terror alemanya El gabinet del Dr. Caligari (1920), comparteix molt poques similituds tret de la gir de la trama principal. El guió de la pel·lícula va ser escrit per Robert Bloch, autor de la novel·la Psycho. El director de fotografia  va ser John L. Russell, que també va treballar a la pel·lícula d'Alfred Hitchcock Psicosi (1960).

## Argument
La motorista Jane Lindstrom té una explosió de pneumàtics i demana ajuda en una finca propietat de Caligari, un home molt educat amb accent suec. Després de passar-hi la nit, descobreix que Caligari no la deixarà marxar; procedeix a fer algunes preguntes personals i li mostra imatges que l'ofenen.
Els guàrdies impedeixen que marxin i no poden fer servir el telèfon, Jane busca aliats entre els altres convidats. Només troba tres candidats possibles: el Paul més gran, el Mark més jove, per a qui té desitjos romàntics, i una dona gran animada anomenada Ruth. Després de veure la Ruth torturada, la Jane va a en Paul que la convenç d'enfrontar-se a Caligari. La Jane ho fa i intenta seduir-lo, ja que sospita que l'ha estat espiant al bany. Després que els seus intents fracassen, Caligari revela que ell i Paul són la mateixa persona, la Jane corre per un passadís d'imatges molt canviants que actua com a transició.
Finalment, es revela que Jane és una pacient mental i tot el que el públic ha vist fins a aquest moment ha estat la seva distorsió de l'institut on estava: les preguntes personals eren psicoanàlisi, les imatges eren taques de Rorschach, la tortura de Ruth era una tractament de xoc, i fins i tot l'escut d'armes de Caligari era una versió distorsionada del símbol caduceu mèdic. La Jane, guarida, és treta de l'asil per Mark, que ara es revela que és el seu fill.

## Repartiment
- Glynis Johns com a Jane
- Dan O'Herlihy com a Paul/Caligari
- Dick Davalos com a Mark
- Lawrence Dobkin com a David
- Constance Ford com a Christine
- Estelle Winwood com a Ruth
- J. Pat O'Malley com Perkins

## Producció
Sam Goldwyn va comprar els drets del remake el 1921. Va assignar el projecte al francès d'origen Roger Kay, que havia dirigit el teatre Grand Guignol a París i Nova York. També era llicenciat en psicologia. El director Roger Kay va persuadir Robert Bloch "per deixar el Dr del títol original però fer una història amb prou similitud per ser reconeixible com un homenatge." En un moment, la pel·lícula només es coneixia com a Caligari. La història de la manera com el director Roger Kay va donar a Rob Bloch el crèdit de l'escriptor de la pel·lícula i com Bloch va guanyar s'explica a l'autobiografia de Bloch.
Les pel·lícules de Robert Lippert en aquesta època solien costar 500.000 dòlars, però Lippert va permetre fons addicionals per a aquesta pel·lícula. Es va rodar durant 25 dies. Harry Spalding, que treballava per a Lippert, més tard va recordar que tothom a la seva organització pensava que fer la pel·lícula era una mala idea excepte Lippert. Diu que el director va contractar Robert Bloch per escriure el guió, però van tenir una baralla i el director va escriure el guió ell mateix. El fitxatge de Bloch es va anunciar el juliol de 1961. Glynis Johns va signar el novembre. Maury Dexter, cap de l'empresa de Lippert, diu que Lippert li va dir "que donés a Roger [Kay] un ampli marge perquè esperava grans coses d'ell."
Kay va utilitzar una carta de colors quan va fer la pel·lícula. Va revisar el guió i va assignar un color que representava l'emoció que sentia el públic."El nou Caligari és completament modern", va dir Kay durant el rodatge. "No vull semblar presumptuós, però estic intentant aconseguir l'enfocament de Pirandello que no diu que res és el que sembla ser. La tesi darrere de la damisela en dificultats, darrere de les petites emocions i sobresalts és , Què és la realitat?""Aquesta pel·lícula farà molt de parlar", va dir Lippert. Dexter va dir un cop que va llegir el guió i va veure com la pel·lícula hauria estat diferent de l'original, va aconsellar a Lippert que acomiadés Kay, però Lippert va recolzar el director. També diu que Kay va cridar a Glynis Johns durant el rodatge i que Johns va sortir del plató; Lippert va obligar a Kay a demanar disculpes perquè el rodatge pogués continuar.

## Recepció
Segons Dexter, la pel·lícula va ser un fracàs crític i financer.
El 1963, Kay va dir que "renegava" de la pel·lícula, culpant a Fox d'haver-la convertit en una "película lúdica i carregada de sexe" i va afirmar que la versió publicada era "considerablement diferent" de la seva versió. Va dir que una còpia de la seva versió original era al Museum of Modern Art.
Lippert volia reunir O'Herlihy i Johns en una adaptació de Trilby, però no en va resultar cap pel·lícula.